# Vinotinto del Ecuador FC
Vinotinto del Ecuador FC, bis 2024 als Cuniburo FC bekannt, ist ein ecuadorianischer Fußballverein aus Quito, der auch Vinotinto oder Vene-ecuatorianos genannt wird. In der Saison 2024 gelang erstmals der Aufstieg in die Serie A.

## Geschichte
Vinotinto Ecuador wurde im April 1992 unter dem Namen Cuniburo Fútbol Club gegründet und schaffte es erstmals 2008 in die Segunda Categoría, wo das Team früh ausschied. Danach spielte der Verein weiter auf lokaler Ebene. Nachdem Vinotinto Ecuador in der Saison 2021 wegen der COVID-19-Pandemie aussetzte und sich auf Führungsebene neu aufstellte, gewann der Verein 2022 die Segunda Categoría. In seiner ersten Saison in der Serie B landete das Team auf dem dritten Platz, drei Punkte hinter Aufsteiger Imbabura SC. Im Juni 2024 gab der Verein den Namenswechsel zur Saison 2025 bekannt, nachdem der Venezolaner Giovanni Di Mella, der seit vielen Jahren in Quito lebt, neuer Eigentümer des Klubs geworden war. Der Name und die Vereinsfarben sind an die venezolanische Fußballnationalmannschaft angelehnt. In der Saison 2024 gewann Vinotinto del Ecuador die Meisterschaft und stieg erstmals in die Serie A auf.

## Erfolge
- Meister der Serie B: 2024
- Meister der Segunda Categoría: 2022

## Stadion
Vinotinto del Ecuador FC trägt seine Heimspiele im Estadio Olímpico Atahualpa aus, das eine Kapazität von rund 35.000 Plätzen hat. Das 1951 erbaute Stadion ist seit den 1960er Jahren ebenfalls Heimspielstätte der Traditionsklubs Universidad Católica del Ecuador und CD El Nacional.